# Albert Edward Kelly
Albert Edward Kelly (Londen, 8 september 1914 – ?, 1994) was een Britse componist, dirigent en militaire muzikant.

## Levensloop
Kelly kreeg zijn eerste muzieklessen van zijn vader, een muzikant in de Grenadier Guards band van het Britse leger. Zelf werd hij op 14-jarige leeftijd militaire muzikant in de Dragoon Guards Band. Door de Tweede Wereldoorlog werd zijn wens, militaire kapelmeester te worden, vertraagd. Hij raakte in 1944 gewond bij de invasie van Normandië. Vanaf 1946 studeerde hij aan de Royal Military School of Music "Kneller Hall" in Twickenham. Vervolgens studeerde hij zowel aan het Royal College of Music in Londen als aan de Royal Academy of Music in Londen.
In 1951 werd hij tot kapelmeester (Bandmaster) benoemd van de militaire muziekkapel van het Royal Sussex Regiment. Van 1961 tot 1979 was hij werkzaam bij de British Civil service.
Als componist staat hij het best bekend voor zijn marsen Arnhem en Arromanches.